# Gracixalus jinxiuensis
Espèce
Synonymes
- Philautus jinxiuensis Hu in Hu, Fei & Ye, 1978

Statut de conservation UICN

 VU B1ab(iii) : Vulnérable
Gracixalus jinxiuensis est une espèce d'amphibiens de la famille des Rhacophoridae.

## Répartition
Cette espèce se rencontre :
- en République populaire de Chine dans le nord du Guangxi et dans le sud du Hunan, à environ 1 800 m d'altitude ;
- dans le nord du Viêt Nam dans la province de Lạng Sơn, entre 1 850 et 2 050 m d'altitude.

## Étymologie
Son nom d'espèce, composé de jinxiu et du suffixe latin -ensis, « qui vit dans, qui habite », lui a été donné en référence au lieu de sa découverte, le xian autonome yao de Jinxiu.

## Publication originale
- Hu, Fei & Ye, 1978 : Three new amphibian species in China. Materials for Herpetological Research, vol. 4, no 20.